# Svappavaara
Svappavaara (meänkieli: Vaskivuori, nordsamiska: Veaikevárri) är en tätort i Vittangi distrikt (Jukkasjärvi socken). Den är belägen i Kiruna kommun, Norrbottens län, vid Europaväg 10 och Europaväg 45, ligger 30 kilometer norr om Puoltikasvaara och 40 kilometer sydöst om Kiruna. Vägavståndet till centrala Kiruna är omkring 48 kilometer och till Vittangi 27 kilometer. I Svappavaara fanns den första gruvan i Malmfälten, en koppargruva som bröts från 1656 och fram till slutet av 1700-talet. Idag har LKAB en järnmalmsgruva i Svappavaara, Leveäniemigruvan. 

## Historik

### Etymologi
Svappavaara är en förfinskning av ett äldre samiskt ortnamn. Förleden kan antingen syfta på björkticka (svábba eller sváhppa) eller på en snara för fiske eller fågelfänge (svahpa). Efterleden betyder berg. Idag finns dock inget berg med detta namn i närheten. 
Det nuvarande samiska ortnamnet, Veaikevárri, betyder Kopparberget.

### Gruvhistoria

Målning av David Klöcker Ehrenstrahl som anses föreställa Abraham Momma på färd med ren och ackja.

Kopparfyndigheten i Svappavaara anses ha upptäckts av Olof Anundsson Lapptolk, som 1664 belönades för detta med skattefrihet och en silverpokal. Fyndigheten blev mer allmänt känd på 1650-talet genom Abraham Momma, som tillsammans med sin bror Jacob hade gått in som majoritetsägare i Kengis bruk. Abraham Momma gjorde 1654 en resa från Kengis till Torne träsk och passerade på återvägen Svappavaara eftersom han av Olof Anundsson fått höra talas om malmfyndigheten. Abraham Momma tog med sig malmprover som han lät analysera i Stockholm, varvid det visade sig att malmen innehöll 18 % koppar. Den 28 november 1655 fick Abraham och Jacob Momma bergsprivilegium för att bryta och bearbeta malmen samt inrätta hyttor och vad som övrigt kunde vara nödvändigt. De fick tolv års skattefrihet och deras arbetare befriades från krigstjänst. För att vidareförädla kopparn byggde bröderna Momma upp en kopparsmedja och ett garmakeri (kopparraffinaderi) i Kengis.
År 1656 inleddes brytningen av kopparmalm på toppen av det berg i Svappavaara som sedan dess kallats för Gruvberget. Det skedde genom tillmakning. I skogen nedanför berget byggdes bostadshus för gruvarbetarna, fähus och stallar. Vid Kotijoki, bäcken som rinner ned mot Hyttyjärvi väster om det nuvarande samhället, anlades två hyttor och rostugnar. Ytterligare en kopparhytta anlades i anslutning till järngruvan och masugnen i Masugnsbyn. Från Svappavaara bröts väg till Luongasjärvi, där malmen till Masugnsbyn och råkopparn till Kengis bruk kunde lastas på båt och fraktas nedför den på sten rensade Luongasjoki till Torneälven. Vintertid skedde transporterna med hjälp av samer som med ren och ackja troligen körde via Piilijärvi och Parakka. År 1660 ägde bruket ett 90-tal dragrenar samt 200 ackjor och kälkar.
Malmbrytningen ökade snabbt i omfattning. Från 1657, då utskeppningen kunde börja, till 1674 utfördes 5 000 skeppund koppar (850 ton). Flera gruvhål anlades. År 1660 var Storgruvan och Stora Norrgruvan några famnar djupa och man hade även börjat bryta Södergruvan och Storrymningen. I takt med att brytningen ökade växte också samhället Svappavaara. Fram till år 1671 ökade antalet mantalskrivna varje år tills det blev närmare 100. Till detta kom indelta soldater som tjänstgjorde en begränsad tid. Bröderna Momma begärde 1655 att en präst skulle förordnas till Svappavaara och anställde både skolmästare och läkare.
Storgruvan blev till slut 92 meter djup och Södergruvan 68 meter. Ju djupare gruvorna blev, desto mer grundvatten trängde in varför det blev nödvändigt att anlägga pumpar. Problemen förblev dock stora med både vatten och ras. När sedan bröderna Momma fick brist på rörelsekapital 1672 började nedgången för kopparbrytningen i Svappavaara. År 1678 rapporterade landshövding Johan Graan om miserabla förhållanden i både Kengis och Svappavaara. Arbetarna hade inte fått ut sina löner och proviant hade inte fraktats upp, varför det rådde ren hunger. År 1684 upphörde brytningen i Svappavaara och merparten av befolkningen flyttade därifrån. Åtta arbetare bildade dock ett bolag för att utvinna koppar ur varphögar efter den tidigare brytningen och stannade tillsammans med ytterligare några arbetare och deras familjer i Svappavaara. Mantalslängder från 1680- och 1690-talen visar att det under denna period fanns mellan tio och femton hushåll i Svappavaara med mellan 20 och 30 invånare. Dit hörde smeden Baltsar Thun den yngre (son till en man med samma namn som rekryterats från Avesta myntverk för att bygga upp koppartillverkningen), bruksskrivare Petter Qvist, smeden Johan Joensson Spett, smältaren och gruvfogden Erik Jönsson Stålnacke (son till Jöns Olofsson, som flyttat upp från Västlands bruk i Uppland för att få sina skulder betalda) samt gruvdrängarna Petter och Nicklas Servio (sonsöner till den franske kolaren Petter Servio som 1654 kommit från Julita gård till Kengis bruk).
Gruvarbetarna i Svappavaara vädrade morgonluft när en ny malmfyndighet upp till 20–50 % koppar 1696 upptäcktes i Sjangeli på fjället nära gränsen mot Norge. Under ledning av Erik Jönsson Stålnacke började malm brytas där vårvintern 1697 och fraktades till Svappavaara för smältning. Sedan Västerbottniska bergslagen bildats 1699 och tagit över merparten av bergsbruken i övre Norrland, inklusive kopparbruket i Svappavaara, beslöt man att bygga en ny kopparhytta närmare Sjangeli. Den förlades till Vuolusjoki, den bäck genom vilken sjön Alanen Vuolusjärvi avrinner till Torneälven, mitt emot den nuvarande byn Kurravaara. Hyttan stod färdig i juli 1700, men redan 1702 avbröts brytningen i Sjangeli.

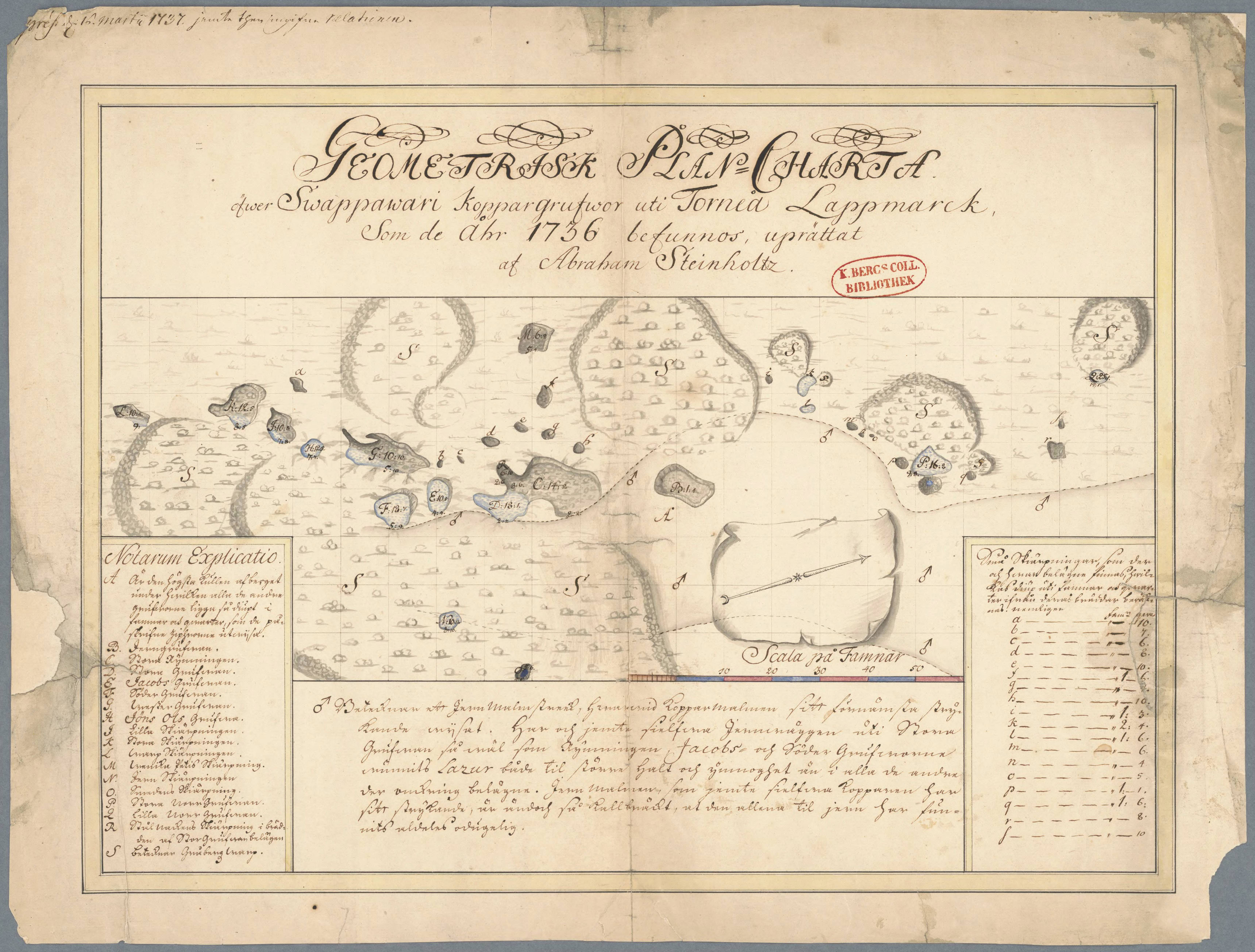
Karta över Svappavaara koppargruva från år 1736, upprättad av Abraham Steinholtz.

Bruksfolket från Svappavaara återgick till att bearbeta varphögar och började också bryta ny malm, bland annat i Stockströmska gruvan, där man hittade guld, och Stålnackes skärpning. Någon blomstrande verksamhet blev det dock inte. När landshövding Gabriel Gyllengrip 1736 besökte Kengis och Svappavaara beskrev han ett långt gånget förfall och stor brist på skog. De gruvarbetare som fortfarande fanns kvar levde huvudsakligen på boskapsskötsel, fiske och jakt. Med på Gyllengrips resa var Abraham Steinholtz, som såg en stor potential och åtog sig att ta över Kengis bruk och tillhörande verksamheter. Steinholtz, som 1746 övertog andelarna i Västerbottniska bergslagen, satte igång med brytning i Smedsgruvan och Bengt Olsgruvan i Svappavaara. Därefter började kopparmalm brytas i Särkivaara norr om byn 1750, men arbetet avbröts 1757. Under 1760-talet blev det svårt med proviantförsörjningen i Svappavaara, varför många arbetare flyttade därifrån eller blev nybyggare och fiskare. En handfull personer höll sig fortfarande kvar och producerade mindre mängder koppar. Den sista kopparsmältningen i Svappavaara skedde troligen 1785. Därefter fortsatte boende i Svappavaara att emellanåt bryta järnmalm åt Kengis bruk fram till början av 1800-talet. År 1823 löpte privilegierna för Svappavaara kopparbruk ut och de kvarvarande brukstorparna blev nybyggare eller innehavare av kronohemman.
Idag finns lämningar efter gruvbrytningen och den tidigaste bebyggelsen på Gruvberget samt efter hyttan i den västra delen av Svappavaara.

## Modern industri
Den nutida gruvdriften inleddes 1965, då LKAB investerade i dagbrottet Leveäniemi och de för gruvan viktiga anriknings-, sovrings- och pelletsverken. LKAB förbättrade också byns infrastruktur genom att låta anlägga simhall/idrottshall, fotbollsplan och löpar- och skidspår. År 1983 lades Svappavaaragruvan i ”malpåse” på grund av olönsamhet. Efter gruvans stängning flyttade många från orten, och trots att riksdagen införde en zon befriad från arbetsgivaravgifter, tillkom inte många arbetstillfällen.
Anriknings- och pelletsverk är i drift i Svappavaara. Malm fraktas från Kiruna till Svappavaara med tåg. Den förädlas och skickas sedan tillbaka som pellets till Kiruna, och vidare till hamnen i Narvik. År 2007 meddelade LKAB att företaget planerade att tömma det gamla dagbrottet på vatten och åter öppna det. Den 21 maj 2008 invigdes den nya produktionscentralen, där kontrollrummen för både anriknings- och kulsinterverket numera finns. Också flotationsbyggnaden med ett nytt laboratorium invigdes denna dag. Totalkostnaden för dessa byggnader var cirka 400 miljoner kronor. 
Den 27 maj 2010 invigdes Gruvberget; ett nytt dagbrott i Svappavaara. Det är samma berg som man på 1600-talet bröt koppar i, fast då med helt andra brytningsmetoder. 
LKAB planerade 2010 att öppna ytterligare två gamla gruvor vid Svappavaara: Mertainen, som ligger efter Europaväg 10 norr om byn, och det gamla dagbrottet Leveäniemi, som ligger innanför LKAB:s industriområde.
Hösten 2012 började arbetet med att tömma det gamla dagbrottet Leveäniemi på vatten och 2015 påbörjades produktionen .  Mertainen togs aldrig i produktion på grund av marknadsläget som rådde 2016 
Den 9 mars 2018 sköts sistas salvan i Gruvberget, åtminstone för den här gången. Brytningen stannade på Nivå 167, ca 250 meter under bergets topp. Utredningen pågår om och hur fortsatt brytning av Gruvberget ska kunna se ut. 

### Befolkningsutveckling
| Befolkningsutvecklingen i Svappavaara 1945–2020                                   | Befolkningsutvecklingen i Svappavaara 1945–2020 | Befolkningsutvecklingen i Svappavaara 1945–2020 | Befolkningsutvecklingen i Svappavaara 1945–2020 | Befolkningsutvecklingen i Svappavaara 1945–2020 |
| --------------------------------------------------------------------------------- | ----------------------------------------------- | ----------------------------------------------- | ----------------------------------------------- | ----------------------------------------------- |
|                                                                                   |                                                 |                                                 |                                                 |                                                 |
| År                                                                                |                                                 |                                                 | Folkmängd                                       | Areal (ha)                                      |
| 1945                                                                              | 1945                                            |                                                 | 422                                             | ##                                              |
| 1950                                                                              | 1950                                            |                                                 | 235                                             | ##                                              |
| 1960                                                                              | 1960                                            |                                                 | 291                                             | 65                                              |
| 1965                                                                              | 1965                                            |                                                 | 480                                             | 68                                              |
| 1970                                                                              | 1970                                            |                                                 | 751                                             | 76                                              |
| 1975                                                                              | 1975                                            |                                                 | 1 056                                           | 80                                              |
| 1980                                                                              | 1980                                            |                                                 | 864                                             | 80                                              |
| 1990                                                                              | 1990                                            |                                                 | 595                                             | 86                                              |
| 1995                                                                              | 1995                                            |                                                 | 567                                             | 88                                              |
| 2000                                                                              | 2000                                            |                                                 | 436                                             | 91                                              |
| 2005                                                                              | 2005                                            |                                                 | 394                                             | 90                                              |
| 2010                                                                              | 2010                                            |                                                 | 417                                             | 92                                              |
| 2015                                                                              | 2015                                            |                                                 | 400                                             | 114                                             |
| 2020                                                                              | 2020                                            |                                                 | 408                                             | 95                                              |
| Anm.: Före 1960 som Svappavara. ## Som tätort/befolkningsagglomeration 1920–1950. |                                                 |                                                 |                                                 |                                                 |

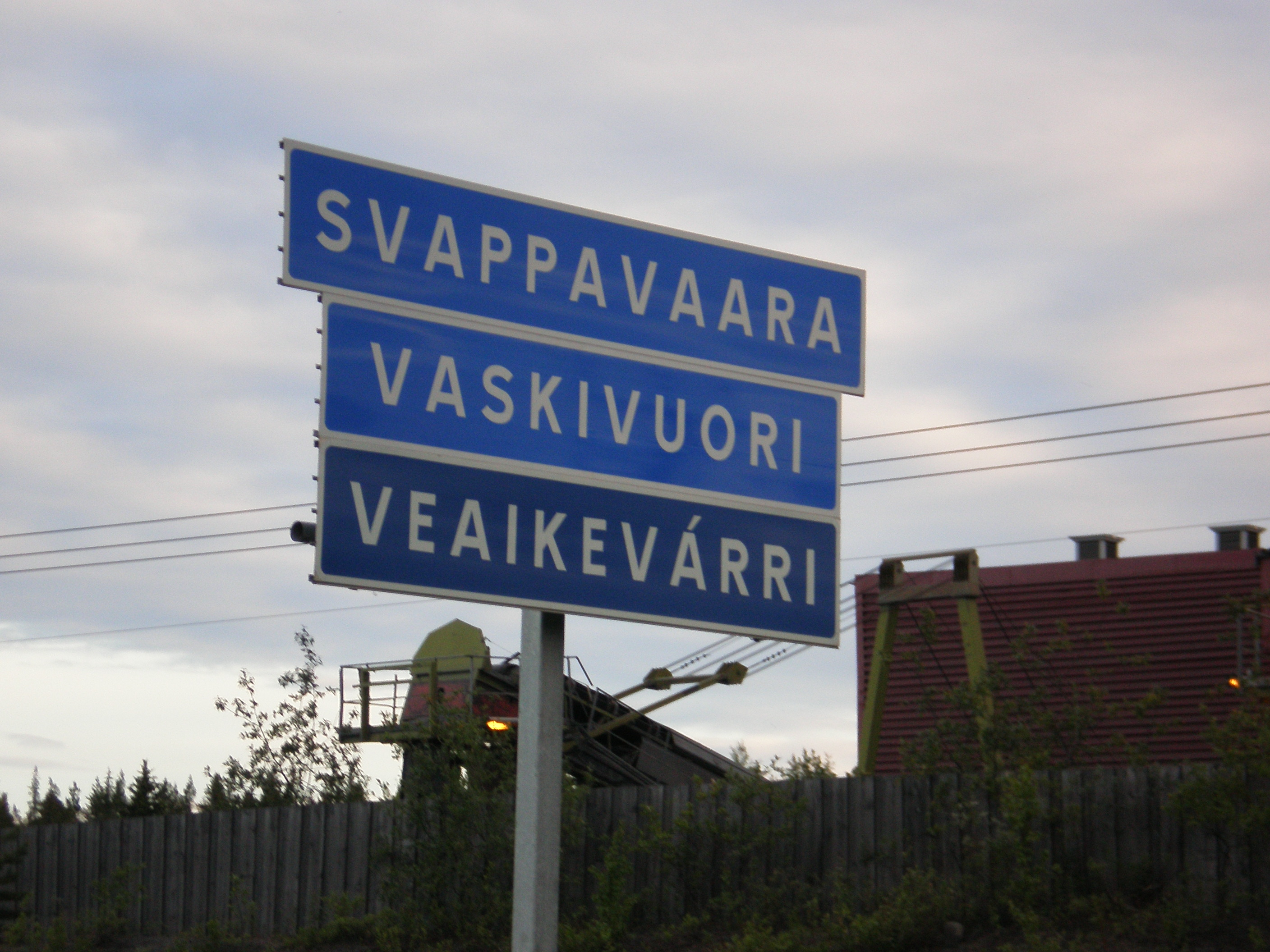
Svappavaaraskylt på svenska/finska, meänkieli och nordsamiska.

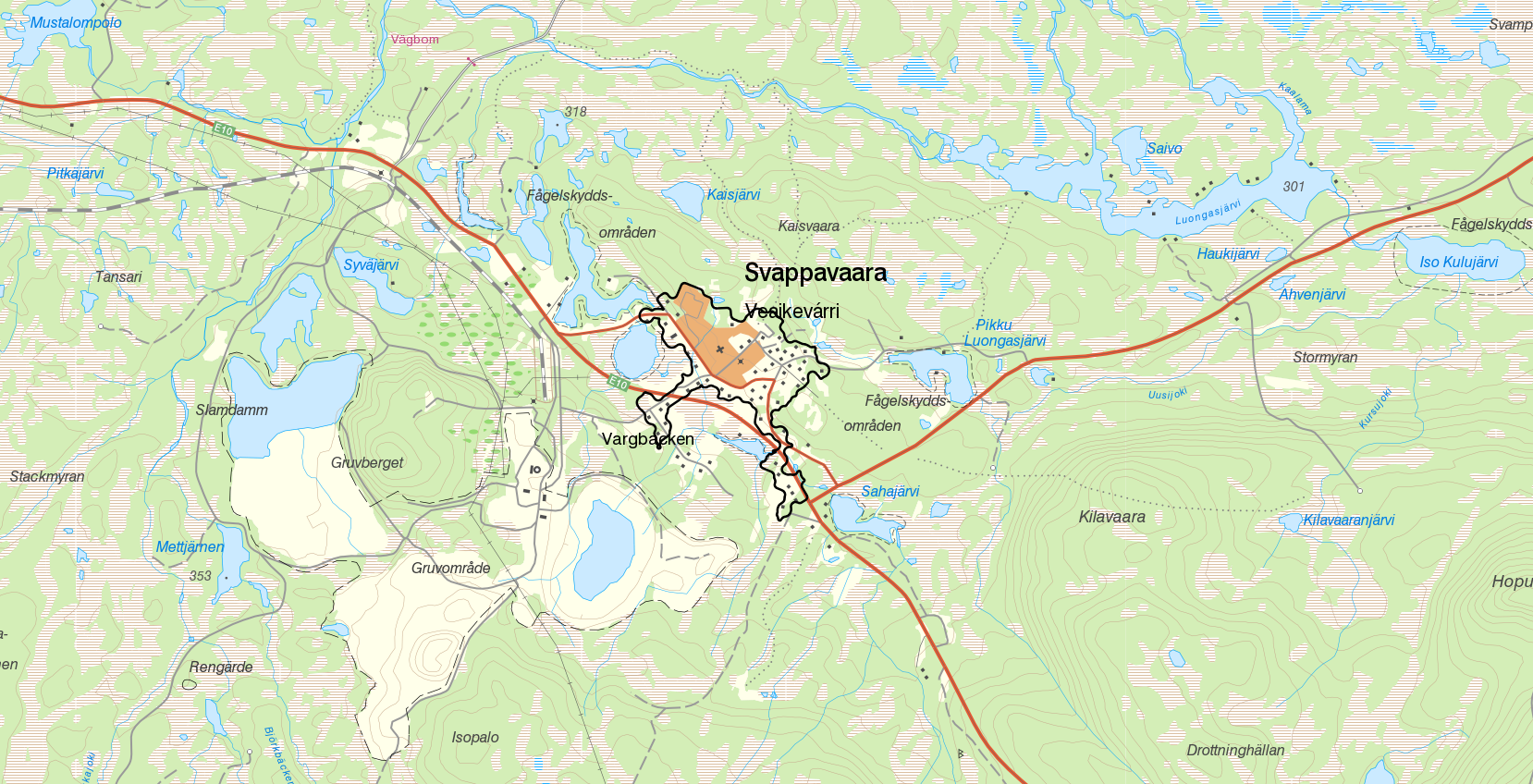
Den av Statistiska centralbyrån avgränsade tätorten Svappavaara, med gränserna från tätortsavgränsningen 2015.

Vid folkräkningen år 1890 var 154 personer skrivna i Svappavaara.

## Samhället
Det finns en kyrka från 1960-talet. Svappavaara har även Konsum-butik, bensinstation, bibliotek, sporthall, hembygdsförening (Hurugården) och en grundskola.
Ralph Erskine har skapat bostadshuset Ormen Långe, som byggdes 1965. Halva huset kallställdes i slutet av 1990-talet och den delen revs 2010.